# Karwan Fatah-Black
Karwan Fatah-Black (Amsterdam, 17 april 1981) is een Nederlands historicus en universitair docent aan de Universiteit Leiden. 

## Biografie
Karwan Fatah-Black is de zoon van een Koerdische-Irakese vader en een Nederlandse moeder. Zijn beide ouders en zijn stiefvader waren alle drie wetenschappers. Na het afronden van de opleiding tot geschiedenisleraar aan de Hogeschool van Amsterdam in 2003 studeerde hij geschiedenis aan de Universiteit van Amsterdam, waar hij in 2006 een bachelor-graad behaalde, en vervolgens in 2008 een master-graad bij de vakgroep Economische en Sociale Geschiedenis. Tijdens zijn universitaire studie werkte hij in Amsterdam als docent aan het Fons Vitae Lyceum. Als student was hij tot 2009 actief lid van de Internationale Socialisten.
In 2008 begon Fatah-Black als promovendus bij het Instituut voor Geschiedenis van de Universiteit Leiden. Hij promoveerde in 2013 aan de Universiteit Leiden op een proefschrift over Suriname en de trans-Atlantische handel bij Gert Oostindie en Henk den Heijer. Twee jaar later werd hij in Leiden universitair docent. In 2016 werd hem een Heineken Young Scientists Award toegekend door de Koninklijke Nederlandse Akademie van Wetenschappen (KNAW) voor zijn onderzoek naar formele en informele trans-Atlantische handel van Nederland in de Gouden Eeuw en de rol van slavenhandel daarin.
In de 'Keti Koti Lezing' van het Nationaal Instituut Nederlands Slavernijverleden en erfenis (NiNsee) in 2020 ging Fatah-Black in op de Haïtiaanse Revolutie van 1791. Deze inspireerde opstanden in tal van andere slavenkolonies, zoals die van Curaçao in 1795, maar krijgt in Nederland nauwelijks aandacht.
Fatah Black neemt actief deel aan het publieke debat in Nederland over het Nederlands koloniaal verleden en de rol van de slavernij hierin. Volgens hem zijn denkpatronen die zich in de koloniale tijd hebben ontwikkeld tegenwoordig nog altijd aanwezig, meer dan we willen toegeven.

## Publicaties
- Karwan Fatah-Black: Slavernij en Beschaving. Geschiedenis van een paradox, Amsterdam, Ambo Anthos, 2021. ISBN 978-90-263-5502-8
- Karwan Fatah-Black: Sociëteit van Suriname, 1683–1795. Het bestuur van de kolonie in de achttiende eeuw. Zutphen, Walburg Pers, 2019. ISBN 978-94-6249-162-5
- Karwan Fatah-Black: Eigendomsstrijd, De geschiedenis van slavernij en emancipatie in Suriname, Ambo Anthos, 2018. ISBN 978-90-263-3931-8
- Gert Oostindie & Karwan Fatah-Black: Sporen van de slavernij in Leiden. Leiden Publications, 2017. ISBN 978-90-8728-300-1 Digitale versie
- (en) Fatah-Black, K.J. (1 oktober 2013). Suriname and the Atlantic World, 1650-1800. Universiteit Leiden. (proefschrift)
- Schipper in het cachot het journaal van Wytze Gerbens Hellinga 1794-1795. Hertaling door Rinke de Groot; red. door Bouke Walstra, Karwan Fatah-Black et al. Leeuwarden, Penn, 2009. ISBN 978-90-77948-29-3

## Persoonlijk
Fatah-Black is gehuwd met de Ierse Ruth Black, en voert ook haar achternaam.